# Liste der Kulturgüter in Marly
Die Liste der Kulturgüter in Marly enthält alle Objekte in der Gemeinde Marly im Kanton Freiburg, die gemäss der Haager Konvention zum Schutz von Kulturgut bei bewaffneten Konflikten, dem Bundesgesetz vom 20. Juni 2014 über den Schutz der Kulturgüter bei bewaffneten Konflikten sowie der Verordnung vom 29. Oktober 2014 über den Schutz der Kulturgüter bei bewaffneten Konflikten unter Schutz stehen.
Objekte der Kategorie A sind im Gemeindegebiet nicht ausgewiesen, Objekte der Kategorie B sind vollständig in der Liste enthalten, Objekte der Kategorie C fehlen zurzeit (Stand: 1. Januar 2023).

## Kulturgüter
| Foto |                                                                                                | Objekt | Kat. | Typ | Standort                                              | Beschreibung |
| ---- | ---------------------------------------------------------------------------------------------- | --- | ---- | --- | ----------------------------------------------------- | ------------ |
| ja   | Datei hochladen · Wikidata zu Kapelle Saint-Sébastien (Q29696173)                              | Kapelle Saint-Sébastien / Chapelle Saint-Sébastien KGS-Nr.: 02221                                                    | B    | G   | Chemin du Publiet 2 578832 / 180661                   |              |
| ja   | Datei hochladen · Wikidata zu Forschungs- und Laborzentrum Ciba (Ilford) (Q29696145)           | Forschungs- und Laborzentrum Ciba (Ilford) / Centre de recherches et laboratoires de la Ciba (Ilford) KGS-Nr.: 13254 | B    | G   | Route de l’Ancienne Papeterie 130–220 577910 / 180625 |              |
| ja   | Datei hochladen · Wikidata zu Kapelle Sainte-Famille (Q29696160)                               | Kapelle Sainte-Famille / Chapelle de la Sainte-Famille KGS-Nr.: 13255                                                | B    | G   | Route de la Gérine 39 577660 / 180941                 |              |
| ja   | Datei hochladen · Wikidata zu Schloss Petit-Marly (Q29696190)                                  | Schloss Petit-Marly / Château du Petit-Marly KGS-Nr.: 13256                                                          | B    | G   | Route de la Gérine 29 577696 / 180953                 |              |
| ja   | Datei hochladen · Wikidata zu Pfarrhaus (Q29696205)                                            | Pfarrhaus / Cure KGS-Nr.: 13257                                                                                      | B    | G   | Route du Chevalier 10 578678 / 180453                 |              |
| ja   | Datei hochladen · Wikidata zu Pfarrkirche Saints-Pierre-et-Paul (Q29696222)                    | Pfarrkirche Saints-Pierre-et-Paul / Église paroissiale Saints-Pierre-et-Paul KGS-Nr.: 13258                          | B    | G   | Chemin des Epinettes 1 578620 / 180461                |              |
| ja   | Datei hochladen · Wikidata zu Bauernhaus Le Pré aux Moines (Q29696238)                         | Bauernhaus Le Pré aux Moines / Ferme du Pré aux Moines KGS-Nr.: 13259                                                | B    | G   | Route de Chésalles 74 578052 / 180340                 |              |
| ja   | Datei hochladen · Wikidata zu Herrenhaus de Gady bekannt als Schloss des Epinettes (Q29696257) | Herrenhaus de Gady, genannt Château des Epinettes / Manoir de Gady dit château des Epinettes KGS-Nr.: 13260          | B    | G   | Chemin des Epinettes 5 578560 / 180540                |              |
| BW   | Datei hochladen · Wikidata zu Gallo-römische Villa Les Râpettes (Q125942858)                   | Les Râpettes, gallo-römische Villa / Les Râpettes, villa gallo-romaine KGS-Nr.: 16815                                | B    | F   | Route de Pfaffenwil N.N. 579400 / 180440              |              |